# حكومة سعد جمعة الثانية
حكومة سعد جمعة الثانية هي الحكومة الرابعة والخمسون من حكومات المملكة الأردنية الهاشمية. شكّل سعد جمعة الحكومة في 2 أغسطس عام 1967م، بتكليف من ملك الأردن الحسين بن طلال. وقد حلّت الحكومة في 7 أكتوبر 1967.

## وصلات خارجية
- موقع رئاسة الوزراء